# Plataplochilus
Plataplochilus es un género de peces actinopeterigios de agua dulce, distribuidos por ríos de África.

## Especies
Existen ocho especies reconocidas en este género:
- Plataplochilus cabindae (Boulenger, 1911)
- Plataplochilus chalcopyrus Lambert, 1963
- Plataplochilus loemensis (Pellegrin, 1924)
- Plataplochilus miltotaenia Lambert, 1963
- Plataplochilus mimus Lambert, 1967
- Plataplochilus ngaensis (Ahl, 1924)
- Plataplochilus pulcher Lambert, 1967
- Plataplochilus terveri (Huber, 1981)